# Смоляков, Леонид Яковлевич
Леони́д Я́ковлевич Смоляко́в (род. 24 июня 1942) — российский дипломат и топ-менеджер. Чрезвычайный и полномочный посол (1992).

## Биография
Окончил Киевский политехнический институт (1965), заочную аспирантуру Всесоюзного заочного политехнического института.
- В 1965—1967 годах — инженер, старший инженер в киевском институте «Промэнергопроект».
- В 1967—1969 годах — заведующий лекторской группой Киевского областного комитета ЛКСМУ.
- В 1971—1987 годах — старший преподаватель, доцент, профессор Высшей партийной школы при ЦК Коммунистической партии Украины. Защитил диссертацию доктора философских наук «Социалистическая интеллигенция как объект социально-философского исследования» (1986).
- В 1987—1991 годах — профессор Академии общественных наук при ЦК КПСС (Москва).
- В 1991 году — председатель Комитета по науке, образованию и кадровой политике Конгресса российских деловых кругов.

### Дипломатическая служба
С ноября 1991 года перешёл на работу в Министерство иностранных дел РСФСР.
- С 7 ноября 1991 по 14 февраля 1992 года — полномочный представитель РСФСР на Украине[1].
- С 14 февраля 1992 по 24 мая 1996 года — первый чрезвычайный и полномочный посол Российской Федерации на Украине после установления дипломатических отношений[2][3].
- В 1996—1997 годах — посол по особым поручениям МИД России.

### Работа в сфере бизнеса
- В 1997—1999 годах — вице-президент по внешним связям ФПГ «Нефтехимпром».
- В 1999—2000 годах — заместитель директора Представительства ОАО «Газпром» на Украине, заместитель начальника Управления сотрудничества по международным проектам Администрации ОАО «Газпром».
- В 2000—2002 годах — вице-президент по международному сотрудничеству ОАО «Сибирско-Уральская нефтегазохимическая компания» (АК «Сибур»).
- В 2002—2003 годах — заместитель генерального директора по экспорту ЗАО «Автотор».
- В 2003—2004 годах — директор по управлению проектами ЗАО «Ренова».

### В сфере политики
- В 2004—2005 годах — заместитель председателя Правительства Республики Калмыкия.
- В 2006—2007 годах — внештатный советник председателя Верховной рады Украины А. А. Мороза[4]

## Дипломатический ранг
Чрезвычайный и полномочный посол (2 марта 1992)